# 桑晔
桑晔是中国记者、口述历史学家、收藏家。他最初是电气工程师，1978年在北京师范大学完成短期课程后成为自由记者。

## 生平
桑晔的祖父来自浙江，后来是北京的一家古玩店主；其父研究民法，是中国共产党的早期成员；他姥爷是一名满洲国律师；其母从法国仁愛修女會创办的天主教学校毕业，后来成为一名体育教师。桑晔的父母于1971年离婚，澳大利亚作家尼古拉斯·何塞认为，这一事件提供了一种形成性的经验，关于“高尚的言辞和卑鄙的行为之间的鸿沟，以及中国社会双重标准和虚伪造成的痛苦”。
上世纪80年代末，他与澳大利亚的研究中国刑事司法、政府和法律的学者苏珊·特里瓦克斯（Susan Trevaskes）结婚。特里瓦克斯和桑晔是在1987年应澳中理事会和澳洲藝術公會文学委员会的邀请访问该国期间相遇的。1989年六四事件发生后，桑晔短暂回到北京生活，随后与家人迁移到澳大利亚，最终定居在布里斯班。

## 著作
- 张辛欣; ——. . 上海文艺出版社. 1986. OCLC 22802832.
- ——; Nicholas Jose; Sue Trevaskes. . University of Queensland Press（英语：University of Queensland Press）. 1994.
- ——. Linda Jaivin（英语：Linda Jaivin） , 编. . University of Queensland Press（英语：University of Queensland Press）. 1996.
- ——; 白杰明. . 连线. 1997-06-01  [2021-08-28]. （原始内容存档于2016-01-01）.
- ——. . Hong Kong: 牛津大學出版社. 1999. ISBN 9780195920697.